# Skiełek
Skiełek (749 m) – szczyt w Beskidzie Wyspowym, symbol gminy Łukowica. Położony jest w granicach wsi Łukowica i Jastrzębie. Na niektórych mapach opisywany jest jako Szkiełek. Jest to jednak nazwa nieprawidłowa, gdyż nazwa góry wywodzi się nie od szkła, lecz od gwarowego określenia skowytu wilków („skiauczenie”).
Znajduje się w mającym 3,5 km długości paśmie górskim (nazywanym czasami Pasmem Ostrej), przebiegającym od Ostrej w południowo-wschodnim kierunku przez Jeżową Wodę do Skiełka, który kończy od wschodu to pasmo. Od południowej strony stoki Skiełka opadają do doliny potoku Jastrzębik, od północnej do doliny potoku Łukowica. Południowymi stokami wspina się od Łukowicy wąska droga asfaltowa dochodząca aż do domów po zachodniej stronie szczytu. Drogą tą prowadzi szlak turystyczny, dopiero pod szczytem schodzi z niej w las i wyprowadza na szczyt. Skiełek jest porośnięty lasem, głównie świerkowym z dość dużą domieszką brzozy i sosny. Przez szczyt i grzbietem Skiełka prowadzi szlak turystyki pieszej, istnieje też na nim kilka nieoznakowanych ścieżek. Na górze znajduje się znak triangulacyjny, metalowy krzyż upamiętniający wizytę Jana Pawła II w Starym Sączu w czerwcu 1999, ławeczki dla turystów, miejsce na ognisko, a od wiosny 2023 także drewniano-metalowa wieża widokowa na Skiełku o wysokości ponad 28 m. Z podwierzchołkowych polan rozciągają się widoki na Kotlinę Sądecką, Pasmo Radziejowej, Gorce i Tatry.
Wielką osobliwością przyrodniczą Skiełka jest występowanie na nim bardzo rzadkiego gatunku rośliny – brzozy ojcowskiej, która w całej Polsce występuje na 5 tylko stanowiskach.
Piesze szlaki turystyczne

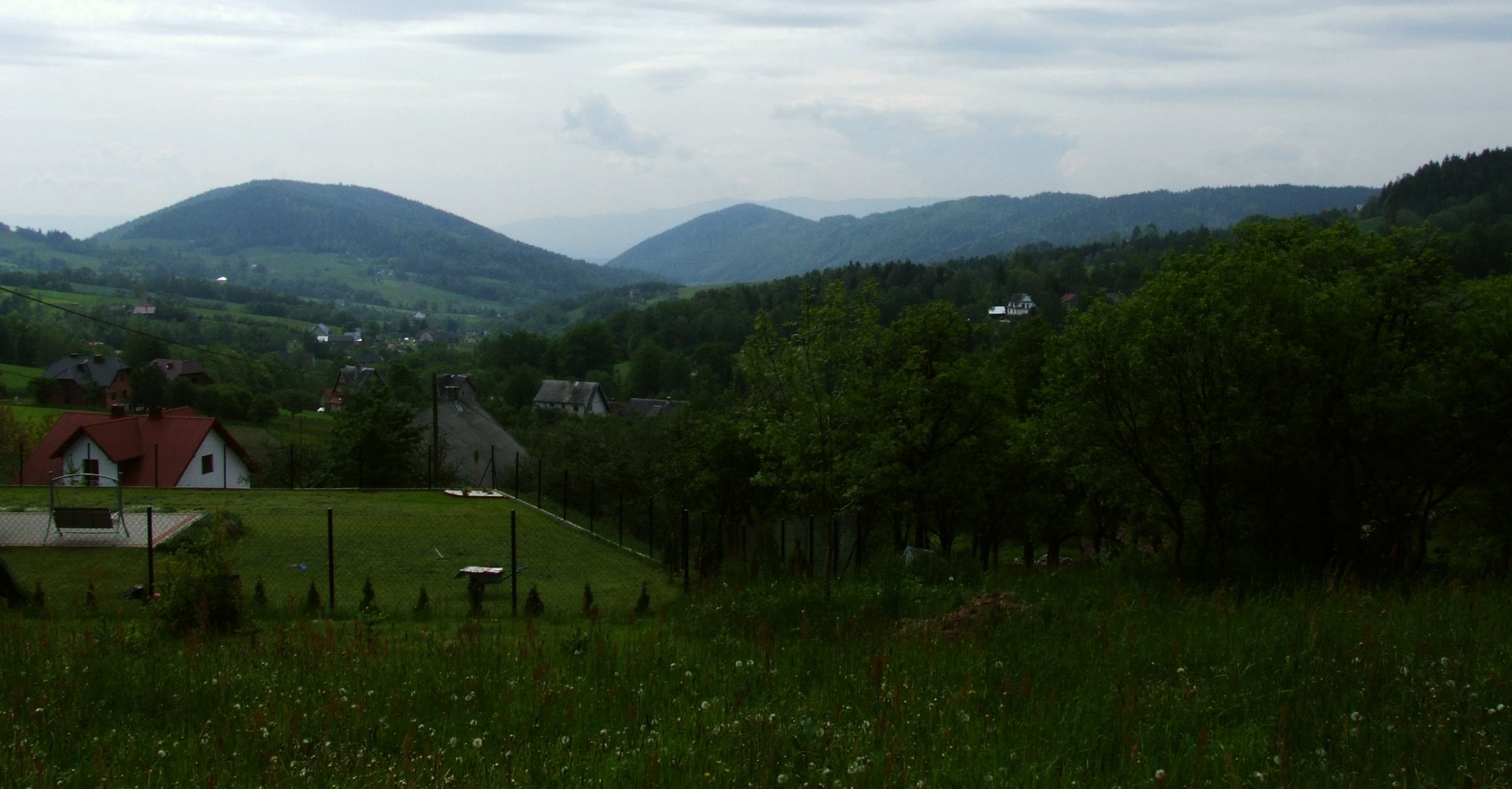
Od lewej Pępówka, Skiełek i pasmo Ostrej

 Limanowa – Jabłoniec – Łyżka – Pępówka – Skiełek – Okowaniec – Jeżowa Woda – Ostra – Przełęcz Ostra-Cichoń.